# Volkswagen Multivan

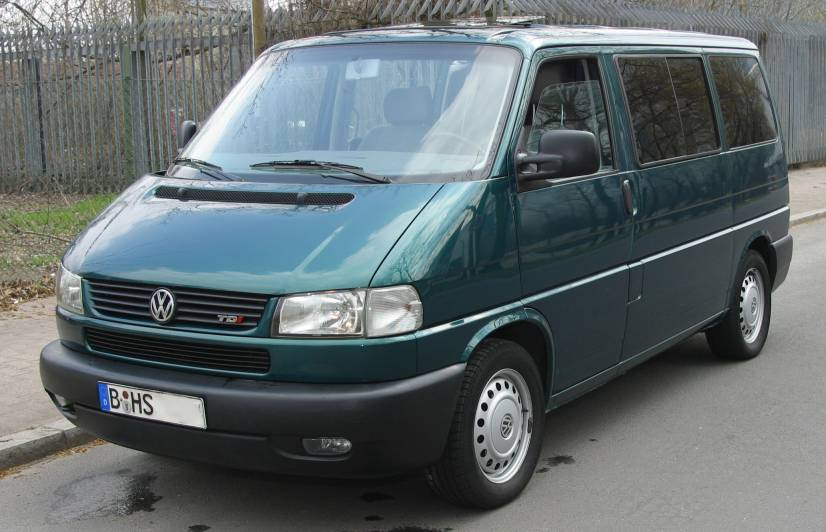
Volkswagen Multivan.

Volkswagen Multivan är den mest familjeanpassade av de modeller som bygger på VW:s lätta transporterserie. 
VW Multivan har sålt bra i Europa sedan introduktionen av typ T3 1980 men fanns då ej att köpa i Sverige. När VW T4 presenterades i Sverige 1991 fanns VW Multivan med men bara i sexsitsigt utförande och såldes bara i några hundra ex. 1995 var det dags för ett nytt försök, nu med den sjusitsiga modellen och med utrustningspaketet "Allstar" inte heller nu blev det någon större framgång jämfört med övriga Europa där Multivan och Caravelle i stort sett delar på VW:s minibussmarknadsandel. Anledningen till detta är enligt marknadsansvariga på VW i Sverige att Multivanen hamnat i fel försäljningsled hos återförsäljarna.
Bilen som är en familjebil, marknadsförs av samma försäljare som säljer Volkswagen Caravelle och Volkswagen Transporter, vars köpgrupp är taxi, företag, vårdhem och hantverkare med flera. När sista försöket med VW Multivan T4 genomfördes cirka 2002 var detta ändrat och trots kort försäljningstid såldes fler VW Multivan på några månader än under hela perioden 1991 till 2001. Nuvarande utförande av VW Multivan T5 utgör en stor del av antalet minibussar i Sverige mycket beroende på privatimporten från Tyskland.